# Кучозеро
Кучо́зеро (Куч-озеро, Кучезеро, Кушчезеро) — озеро на территории Чернопорожского сельского поселения Сегежского района Республики Карелии.

## Общие сведения
Площадь озера — 41,5 км², площадь водосборного бассейна — 244 км². Располагается на высоте 113,6 метров над уровнем моря.
Форма озера лопастная, продолговатая: оно вытянуто с северо-запада на юго-восток. Берега изрезанные, каменисто-песчаные, местами заболоченные.
Из залива на юго-западной стороне озера вытекает река Быстрица, втекающая в реку Онду. Онда, втекает, в свою очередь, в Нижний Выг.
В залив в северо-западной стороне Кучозера впадает река Большая.
Код объекта в государственном водном реестре — 02020001311102000008302.

## Панорама

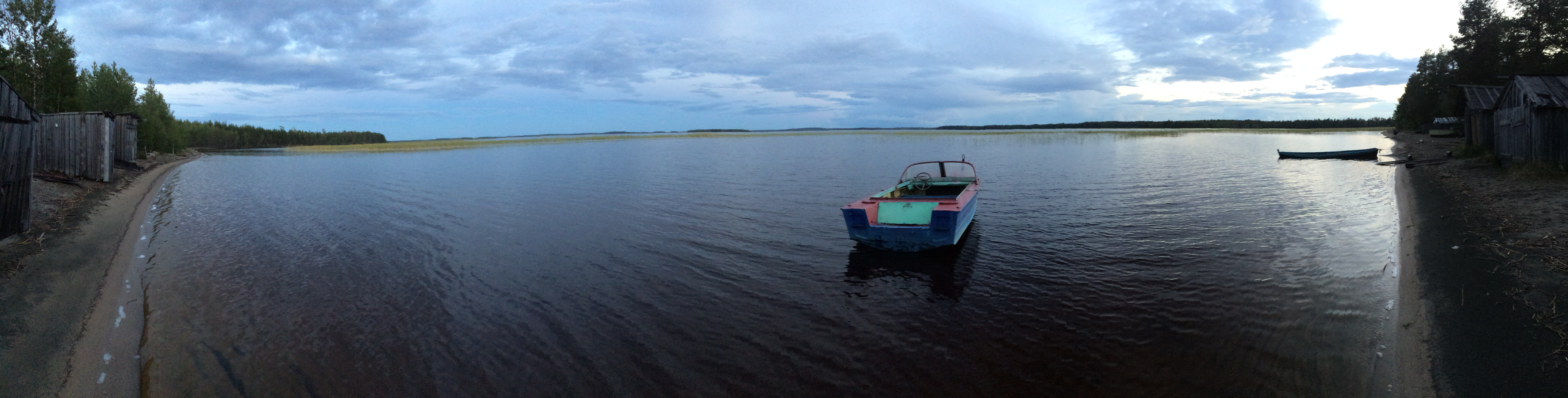
Панорама